# Неспоразум у комуникацији
Неспоразум („не“+„споразум“) се тумачи као немогућност да се двоје или више људи јасно и смислено споразуме. Једна је од многих препрека у комуникацији.
То је тренутак када или говорник није у могућности да пружи исправне и смислене информације слушаоцу или је слушалац погрешно протумачио речено. Случајеви неспоразума се разликују у зависности од ситуације и особа укључених у њу, али често доводе до збуњености и фрустрације. У неким сличајевима, могуће је да неспоразум дође и до толиких размера да изазове сукоб.
Неспоразум је недостатак усклађености интелектуалног стања две стране, поготово када се не слажу у исходу комуникације. Ова врста неспоразума се може дефинисати као исход не слагања око разлога комуницирања.